# آکی‌یاما یوشیفورو
آکی‌یاما یوشی‌فورو (به ژاپنی: 秋山 好古 Akiyama Yoshifuru)؛ (۹ فوریه ۱۸۵۹ – ۴ نوامبر ۱۹۳۰) یک فرد نظامی اهل ژاپن بود.